# Saló de la Fama dels esports de motor d'Amèrica
El Saló de la Fama dels esports de motor d'Amèrica (en anglès: Motorsports Hall of Fame of America, abreujat MSHFA) és un saló de la fama que honora els competidors i col·laboradors del món dels esports de motor dels Estats Units. Consagra representants de totes les disciplines del motor, subdividits en les següents categories: "Open Wheel" ('monoplaces'), "Stock Cars", "Powerboats" ('llanxes motores'), "Drag Racing", "Motorcycles", "Sports Cars", "Air Racing" ('curses d'avions'), "Aviation", "At Large" ('genèrica'), "Off-Road" i "Historic". A banda, periòdicament atorga reconeixement a categories més especialitzades, com ara "Speed Records" ('rècords de velocitat'), "Business" ('negocis') i "Technology" ('tecnologia'). A la cerimònia anual d'"inducció" (incorporació de nous membres al saló), que rep una àmplia cobertura mediàtica, hi assisteixen membres destacats de tota la comunitat dels esports de motor.

## Història
El 1986, diversos membres rellevants de la societat civil de la ciutat de Novi (Michigan), dirigits per Larry G. Ciancio, van crear l'MSHFA com a organització sense ànim de lucre IRS 501(c)(3). La primera cerimònia d'inducció es va celebrar el 1989. El president fundador en va ser Ron Watson, qui va continuar al càrrec fins a la seva mort a l'octubre de 2019. El va succeir el conegut autor i historiador dels esports de motor i membre de la junta de l'entitat George Levy.
La missió de l'MSHFA és «afavorir els valors bàsics nord-americans de lideratge, creativitat, originalitat, treball en equip i esperit de competició encarnats en els esports de motor».

## Incorporació de membres

### Procés d'incorporació
L'elegibilitat per a la "inducció" (incorporació com a nou membre del saló, en anglès: inductee) s'estén a «qualsevol que hagi conduït, pilotat, posseït, dissenyat, construït, donat suport, mantingut, preparat o promogut vehicles motoritzats per a obtenir rècords de velocitat, distància o altres». Un membre del saló ha d'estar retirat des d'almenys tres anys abans o bé haver estat compromès al màxim nivell dins la seva àrea d'esports de motor durant almenys 20 anys. La incorporació està limitada als ciutadans dels Estats Units o als no ciutadans que hagin registrat èxits significatius en esports de motor en aquest país.
La incorporació de nous membres es decideix mitjançant una votació directa entre 200 experts en curses: historiadors, periodistes experimentats, experts en la categoria en qüestió i membres del saló. El procés de votació està supervisat per comptables certificats.
Cada any hi ha dues voltes de votació. La primera es formalitza entre un comitè de 100 votants nominats per a determinar els sis finalistes de cada categoria. La segona, oberta als 200 votants, decideix el candidat d'aquell any a cada categoria. Cada nou incorporat rep el prestigiós premi Horsepower del Saló de la Fama: una estatueta de bronze original del reconegut escultor Michael Curtis, d'Ann Arbor (Michigan). Les escultures de Curtis s'han presentat a presidents dels Estats Units i han estat també presentades per ells.
La llista d'incorporats de cada any es coneix en anglès com a class. Així, la "classe inaugural" del Saló de la Fama dels esports de motor d'Amèrica va ser la de 1989 i va comptar amb Cannon Ball Baker (motocicletes), James Doolittle (aviació), A. J. Foyt (monoplaces), Don Garlits (dragsters), Phil Hill (sports cars), Bill Muncey (llanxes motores), Barney Oldfield (històric) i Richard Petty (stock cars).

### Cerimònia d'incorporació
La cerimònia d'incorporació anual és l'esdeveniment principal de l'MSHFA i té lloc cada març a Daytona Beach (Florida). Hi assisteixen llegendes dels esports de motor passats i presents, a més dels nous incorporats, que pugen a l'escenari principal. Tradicionalment, una altra figura destacada de la comunitat del motor presenta a cada membre per a la seva "inducció". El 2019, els multicampions Jimmie Johnson, Jack Beckman, Don Prudhomme i Scott Dixon, el president de l'Indianapolis Motor Speedway Doug Boles, l'exvicepresident nord-americà de Suzuki Mel Harris i el dissenyador d'automòbils Peter Brock van pujar a l'escenari i van presentar Tony Stewart, Don Schumacher, Linda Vaughn, Dario Franchitti, Augie Duesenberg, Kevin Schwantz i Phil Remington respectivament per a la inducció a la cerimònia de gala.
L'esdeveniment dura dos dies i n'inclou altres com ara la recepció Heroes of Horsepower, celebrada al museu MSHFA la nit abans de la cerimònia de gala, en la qual els nous incorporats desvelen les seves escultures permanents al Saló de la Fama. A més, el Heritage Luncheon ('Dinar del Patrimoni') destaca la incorporació dels homenatjats en la categoria Històric. L'Inductee Breakfast ('esmorzar de l'incorporat') permet que la classe entrant i els membres del Saló de la Fama d'altres anys comparteixin una animada sessió de preguntes i respostes. L'accés a tots els esdeveniments és obert al públic mitjançant entrades adquirides amb antelació.

## Museu
El museu del Motorsports Hall of Fame of America, situat al recinte del Daytona International Speedway, mostra vehicles i records de tots els tipus d'esports de motor i atrau més de 100.000 visitants a l'any. El museu es trobava originalment a Novi, Michigan, lloc de naixement dels famosos cotxes de curses Novi Special Indianapolis 500. Més tard es va traslladar al Detroit Science Center, abans de traslladar-se a Daytona Beach, el seu emplaçament actual, on s'ubica a l'edifici Tickets and Tours. L'entrada és oberta tots els dies de l'any com a part de les visites habituals al circuit.
Al museu s'hi mostren vehicles i objectes relacionats amb els membres del saló i els seus assoliments, com ara cotxes de curses històrics, records, exposicions informatives i plaques en honor als més de 260 membres de l'MSHFA. També hi ha dues sales de cinema amb contingut relacionat amb els esports de motor.

## Recerca
L'MSHFA funciona també com a organització de recerca i disposa d'una xarxa d'experts en temes d'esports de motor. Abasta una àmplia gamma de qüestions sobre temes d'esports de motor que són d'utilitat per a periodistes, historiadors, investigadors i particulars.

## Recepció
La cerimònia d'inducció al saló de la fama MSHFA ha comptat amb la presència de noms importants del món de l'automobilisme al llarg de la seva història. Entre els darrers presidents honoraris hi ha hagut el gerent de la Fórmula 1, Chase Carey, el campió del món de Fórmula 1 de 1978, Mario Andretti i el campió de la Copa NASCAR de 2004, Kurt Busch.
Els anuncis de cada nova classe d'incorporats reben cobertura de mitjans de televisió, revistes i llocs web, entre ells ESPN, Forbes, INDYCAR, Autoweek i Racer.

## Incorporacions recents

### Classe del 2025
- Skip Barber
- Miguel Duhamel
- Carl Haas
- Ed Iskenderian
- Dale Jarrett
- Tony Schumacher
- Bill Stroppe

### Classe del 2024
- Austin Coil
- Scott Dixon
- Jim Downing
- Dr. Bob Hubbard
- Bud Ekins
- Jimmie Johnson
- Paul Newman
- John Surtees

### Classe del 2023
- Zora Arkus-Duntov
- Henry Banks
- Dick Burleson
- Art Chester
- Ray Evernham
- Fonty Flock
- Darrell Gwynn
- Ab Jenkins
- Stephen Olvey i Terry Trammell

## Llista d'incorporats
A 1 de gener de 2023
| Membre                    | Categoria   | Incorporat |
| ------------------------- | ----------- | ---------- |
| J. C. Agajanian           | At Large    | 1992       |
| Bobby Allison             | Stock Cars  | 1992       |
| Davey Allison             | Stock Cars  | 2021       |
| Donnie Allison            | Stock Cars  | 2011       |
| Joe Amato                 | Drag Racing | 2004       |
| Mario Andretti            | Open Wheel  | 1990       |
| Michael Andretti          | Open Wheel  | 2008       |
| Art Arfons                | At Large    | 1991       |
| Dale Armstrong            | Drag Racing | 2010       |
| Buck Baker                | Stock Cars  | 1998       |
| Buddy Baker               | Stock Cars  | 2008       |
| Cannonball Baker          | Motorcycles | 1989       |
| Ole Bardahl               | Power Boats | 2014       |
| Raymond Beadle            | Drag Racing | 2014       |
| Derek Bell                | Sports Cars | 2012       |
| Kenny Bernstein           | Drag Racing | 2009       |
| Tony Bettenhausen         | Open Wheel  | 1997       |
| George Bignotti           | At Large    | 1993       |
| John Bishop               | Sports Cars | 2014       |
| Keith Black               | Drag Racing | 1995       |
| Bob Bondurant             | Sports Cars | 2003       |
| Neil Bonnett              | Stock Cars  | 2012       |
| Geoff Brabham             | Sports Cars | 2004       |
| Everett Brashear          | Motorcycles | 2016       |
| Clint Brawner             | At Large    | 1998       |
| Craig Breedlove           | At Large    | 1993       |
| Pete Brock                | Sports Cars | 2022       |
| Jimmy Bryan               | Open Wheel  | 1999       |
| John Buttera              | Drag Racing | 2018       |
| Red Byron                 | Historic    | 2020       |
| Malcolm Campbell          | At Large    | 1994       |
| Bill Cantrell             | Power Boats | 1992       |
| Ricky Carmichael          | Motorcycles | 2015       |
| Tom Carnegie              | At Large    | 2006       |
| Chris Carr                | Motorcycles | 2020       |
| Hélio Castroneves         | Open Wheel  | 2022       |
| Colin Chapman             | At Large    | 1997       |
| Dean Chenoweth            | Power Boats | 1991       |
| Gaston Chevrolet          | Historic    | 2002       |
| Louis Chevrolet           | Historic    | 1995       |
| Richard Childress         | Stock Cars  | 2016       |
| Joie Chitwood             | Historic    | 2010       |
| Art Chrisman              | Drag Racing | 1997       |
| Jim Clark                 | Open Wheel  | 1990       |
| Cook Cleland              | Air Racing  | 2000       |
| Floyd Clymer              | At Large    | 2020       |
| John Cobb                 | Historic    | 2021       |
| Jacqueline Cochran        | Air Racing  | 1993       |
| Sid Collins               | At Large    | 2011       |
| Betty Cook                | Power Boats | 1996       |
| Earl Cooper               | Historic    | 2001       |
| Briggs Cunningham         | Sports Cars | 1997       |
| Glenn Curtiss             | Air Racing  | 1990       |
| Wally Dallenbach Sr.      | Open Wheel  | 2020       |
| Jimmy Davis               | Motorcycles | 1997       |
| Tom D'Eath                | Power Boats | 2000       |
| Roger DeCoster            | Motorcycles | 1994       |
| Ralph DePalma             | Historic    | 1992       |
| Pete DePaolo              | Historic    | 1995       |
| Larry Dixon Jr.           | Drag Racing | 2021       |
| Mark Donohue              | Sports Cars | 1990       |
| Ed Donovan                | Drag Racing | 2003       |
| Jimmy Doolittle           | Air Racing  | 1989       |
| Pop Dreyer                | Historic    | 2012       |
| Augie Duesenberg          | Historic    | 2019       |
| Fred Duesenberg           | Historic    | 1997       |
| Amelia Earhart            | Air Racing  | 1992       |
| Dale Earnhardt            | Stock Cars  | 2002       |
| Chris Economaki           | At Large    | 1994       |
| Vic Edelbrock             | At Large    | 2012       |
| Bill Elliott              | Stock Cars  | 2007       |
| Walker Evans              | At Large    | 2015       |
| Bill Falck                | Air Racing  | 1994       |
| John Fitch                | Sports Cars | 2007       |
| Emerson Fittipaldi        | Open Wheel  | 2001       |
| Tim Flock                 | Stock Cars  | 1999       |
| Carl Fisher               | Historic    | 2018       |
| George Follmer            | Sports Cars | 1999       |
| Elliott Forbes-Robinson   | Sports Cars | 2006       |
| John Force                | Drag Racing | 2008       |
| Henry Ford                | Historic    | 1996       |
| Danny Foster              | Power Boats | 2005       |
| A. J. Foyt                | Open Wheel  | 1989       |
| Bill France Jr.           | Stock Cars  | 2004       |
| Bill France Sr.           | Stock Cars  | 1990       |
| Dario Franchitti          | Open Wheel  | 2019       |
| Gary Gabelich             | At Large    | 2016       |
| Chip Ganassi              | Open Wheel  | 2016       |
| Don Garlits               | Drag Racing | 1989       |
| Richie Ginther            | Sports Cars | 2008       |
| Shav Glick                | At Large    | 2004       |
| Bob Glidden               | Drag Racing | 1994       |
| Paul Goldsmith            | Stock Cars  | 2008       |
| Jeff Gordon               | Stock Cars  | 2018       |
| Ricky Graham              | Motorcycles | 2014       |
| Andy Granatelli           | At Large    | 2001       |
| Darryl Greenamyer         | Air Racing  | 1997       |
| Peter H. Gregg            | Sports Cars | 2000       |
| Masten Gregory            | Sports Cars | 2013       |
| Dan Gurney                | Sports Cars | 1991       |
| Janet Guthrie             | Open Wheel  | 2021       |
| Jim Hall                  | Sports Cars | 1994       |
| Chip Hanauer              | Power Boats | 1995       |
| Sam Hanks                 | Open Wheel  | 2000       |
| Bob Hannah                | Motorcycles | 2000       |
| Ray Harroun               | Historic    | 2000       |
| C. J. "Pappy" Hart        | Drag Racing | 1999       |
| Nicky Hayden              | Motorcycles | 2021       |
| Hurley Haywood            | Sports Cars | 2005       |
| Rick Hendrick             | Stock Cars  | 2020       |
| Eddie Hill                | Drag Racing | 2002       |
| Phil Hill                 | Sports Cars | 1989       |
| Tommy Hinnershitz         | Historic    | 2003       |
| David Hobbs               | Sports Cars | 2009       |
| Al Holbert                | Sports Cars | 1993       |
| John Holman               | At Large    | 2005       |
| Ted Horn                  | Open Wheel  | 1993       |
| Howard Hughes             | Aviation    | 2018       |
| Tony Hulman               | At Large    | 1991       |
| Denis Hulme               | Sports Cars | 1998       |
| Jacky Ickx                | Sports Cars | 2020       |
| Tommy Ivo                 | Drag Racing | 2005       |
| Ned Jarrett               | Stock Cars  | 1997       |
| Bill Jenkins              | Drag Racing | 1996       |
| Gordon Johncock           | Open Wheel  | 2002       |
| Junior Johnson            | Stock Cars  | 1991       |
| Ricky Johnson             | Motorcycles | 2012       |
| Warren Johnson            | Drag Racing | 2015       |
| Parnelli Jones            | At Large    | 1992       |
| Ted Jones                 | Power Boats | 2003       |
| Connie Kalitta            | Drag Racing | 1992       |
| Chris Karamesines         | Drag Racing | 2006       |
| Tommy Kendall             | Sports Cars | 2015       |
| Mel Kenyon                | Open Wheel  | 2003       |
| Carl Kiekhaefer           | Power Boats | 1998       |
| Steve Kinser              | Open Wheel  | 2017       |
| Dick Klamfoth             | Motorcycles | 2017       |
| Alan Kulwicki             | Stock Cars  | 2010       |
| Frank Kurtis              | At Large    | 1999       |
| Terry Labonte             | Stock Cars  | 2017       |
| Brad Lackey               | Motorcycles | 2013       |
| Dick LaHaie               | Drag Racing | 2022       |
| Eddie Lawson              | Motorcycles | 2002       |
| Joe Leonard               | Motorcycles | 1991       |
| Tony LeVier               | Air Racing  | 2001       |
| Bernie Little             | Power Boats | 1994       |
| Frank Lockhart            | Historic    | 1999       |
| Fred Lorenzen             | Stock Cars  | 2001       |
| Tiny Lund                 | Historic    | 2020       |
| Arie Luyendyk             | Open Wheel  | 2014       |
| Dick Mann                 | Motorcycles | 1993       |
| Nigel Mansell             | Open Wheel  | 2006       |
| Paul Mantz                | Air Racing  | 2002       |
| Bart Markel               | Motorcycles | 1999       |
| Mark Martin               | Stock Cars  | 2015       |
| Banjo Matthews            | Business    | 2022       |
| Rex Mays                  | Historic    | 1995       |
| Dave McClelland           | Drag Racing | 2016       |
| Denise McCluggage         | Media       | 2022       |
| Roger McCluskey           | Open Wheel  | 2011       |
| Ed McCulloch              | Drag Racing | 2011       |
| Tom McEwen                | Drag Racing | 2001       |
| Jim McGee                 | Historic    | 2007       |
| Jeremy McGrath            | Motorcycles | 2010       |
| Hershel McGriff           | Stock Cars  | 2006       |
| Bruce McLaren             | Sports Cars | 1995       |
| Rick Mears                | Open Wheel  | 1998       |
| Leo Mehl                  | Historic    | 2007       |
| Fred Merkel               | Motorcycles | 2018       |
| Louis Meyer               | Historic    | 1993       |
| Ken Miles                 | Sports Cars | 2001       |
| Harry A. Miller           | Historic    | 1999       |
| Robin Miller              | Media       | 2021       |
| Tommy Milton              | Historic    | 1998       |
| George Montgomery         | Drag Racing | 2020       |
| Ralph Moody               | At Large    | 2005       |
| Shirley Muldowney         | Drag Racing | 1990       |
| Bill Muncey               | Power Boats | 1989       |
| Fran Muncey               | Power Boats | 2021       |
| Jimmy Murphy              | Historic    | 1998       |
| Paula Murphy              | Drag Racing | 2017       |
| Ron Musson                | Power Boats | 1993       |
| Duke Nalon                | Historic    | 2015       |
| Ray Nichels               | Historic    | 2021       |
| Don Nicholson             | Drag Racing | 1998       |
| Gary Nixon                | Motorcycles | 2003       |
| Bob Nordskog              | Power Boats | 1997       |
| Fred Offenhauser          | At Large    | 2002       |
| Barney Oldfield           | At Large    | 1989       |
| Danny Ongais              | Drag Racing | 2000       |
| Augie Pabst               | Sports Cars | 2011       |
| Scott Parker              | Motorcycles | 2009       |
| Raymond Parks             | Historic    | 2022       |
| Wally Parks               | Drag Racing | 1993       |
| Benny Parsons             | Stock Cars  | 2005       |
| Johnnie Parsons           | Historic    | 2004       |
| U. E. (Pat) Patrick       | Open Wheel  | 2018       |
| David Pearson             | Stock Cars  | 1993       |
| Bruce Penhall             | Motorcycles | 2011       |
| Roger Penske              | At Large    | 1995       |
| Joe Petrali               | Motorcycles | 1992       |
| Lee Petty                 | Stock Cars  | 1996       |
| Richard Petty             | Stock Cars  | 1989       |
| Ed Pink                   | Drag Racing | 2012       |
| Sam Posey                 | Sports Cars | 2016       |
| Don Prudhomme             | Drag Racing | 1991       |
| Scott Pruett              | Sports Cars | 2017       |
| Bobby Rahal               | Open Wheel  | 2004       |
| Wayne Rainey              | Motorcycles | 2008       |
| Jim Rathmann              | Open Wheel  | 2007       |
| Brian Redman              | Sports Cars | 2002       |
| Phil Remington            | Sports Cars | 2019       |
| Carroll Resweber          | Motorcycles | 1998       |
| Peter Revson              | Sports Cars | 1996       |
| Les Richter               | At Large    | 2009       |
| Eddie Rickenbacker        | Historic    | 1994       |
| Fireball Roberts          | Stock Cars  | 1995       |
| Kenny Roberts             | Motorcycles | 1990       |
| Mauri Rose                | Historic    | 1996       |
| Jack Roush                | Stock Cars  | 2022       |
| Lloyd Ruby                | Open Wheel  | 2015       |
| Johnny Rutherford         | Open Wheel  | 1996       |
| Troy Ruttman              | Historic    | 2005       |
| Don Schumacher            | Drag Racing | 2019       |
| Kevin Schwantz            | Motorcycles | 2019       |
| Bill Seebold              | Power Boats | 1999       |
| Wilbur Shaw               | Historic    | 1991       |
| Carroll Shelby            | Sports Cars | 1992       |
| Lyle Shelton              | Air Racing  | 1999       |
| Bill Simpson              | At Large    | 2003       |
| Betty Skelton             | At Large    | 2008       |
| Mira Slovak               | Power Boats | 2001       |
| Malcolm Smith             | Motorcycles | 1996       |
| Tom Sneva                 | Open Wheel  | 2005       |
| Freddie Spencer           | Motorcycles | 2001       |
| Jay Springsteen           | Motorcycles | 2005       |
| Ken Squier                | At Large    | 2010       |
| Ivan Stewart              | Off Road    | 2020       |
| Tony Stewart              | Stock Cars  | 2019       |
| Judy Stropus              | Sports Cars | 2021       |
| Danny Sullivan            | Open Wheel  | 2012       |
| Bob Sweikert              | Historic    | 2016       |
| Marshall Teague           | Historic    | 2014       |
| Herb Thomas               | Historic    | 2017       |
| Mickey Thompson           | At Large    | 1990       |
| Jerry Titus               | Sports Cars | 2010       |
| Bob Tullius               | Sports Cars | 2018       |
| Curtis Turner             | Stock Cars  | 2006       |
| Roscoe Turner             | Air Racing  | 1991       |
| Bobby Unser               | Open Wheel  | 1994       |
| Al Unser                  | Open Wheel  | 1991       |
| Al Unser Jr.              | Open Wheel  | 2009       |
| Terry Vance & Byron Hines | Motorcycles | 2022       |
| Linda Vaughn              | At Large    | 2019       |
| Don Vesco                 | Motorcycles | 2004       |
| Rich Vogler               | Midgets     | 2010       |
| Bill Vukovich             | Open Wheel  | 1992       |
| Rusty Wallace             | Stock Cars  | 2014       |
| Darrell Waltrip           | Stock Cars  | 2003       |
| Jeff Ward                 | Motorcycles | 2006       |
| Rodger Ward               | Open Wheel  | 1995       |
| A.J. Watson               | At Large    | 1996       |
| Joe Weatherly             | Historic    | 2009       |
| Humpy Wheeler             | Stock Cars  | 2009       |
| Ed Winfield               | Historic    | 2011       |
| Steve Wittman             | Air Racing  | 1998       |
| Wood Brothers             | Stock Cars  | 2000       |
| Gar Wood                  | Power Boats | 1990       |
| Cale Yarborough           | Stock Cars  | 1994       |
| Brock Yates               | At Large    | 2017       |
| Smokey Yunick             | At Large    | 2000       |